# Nathan Green Gordon

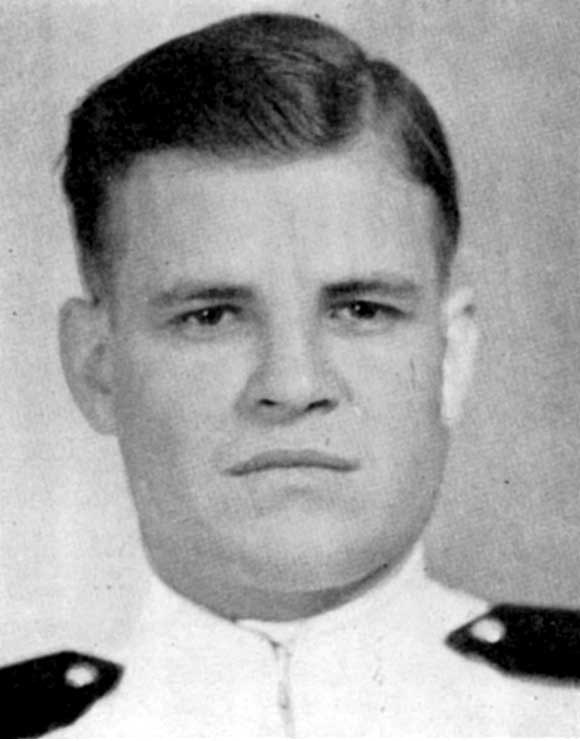
Nathan Green Gordon

Nathan Green Gordon (* 4. September 1916 in Morrilton, Arkansas; † 8. September 2008 in Little Rock, Arkansas) war ein US-amerikanischer Politiker.
Gordon besuchte die Columbia Military Academy in Columbia, Tennessee und das Arkansas Polytechnic College in Russellville. Nachdem er 1939 sein Jurastudium an der University of Arkansas in Fayetteville beendet hatte, begann er in Morrilton zu praktizieren. Mai 1941 trat Gordon dem Naval Air Corps bei und wurde zum Piloten ausgebildet. Während des Zweiten Weltkriegs kam er im Pazifik zum Einsatz und diente dort mehr als zwei Jahre. Hierbei flog er eine Consolidated PBY. Gordon erhielt dafür mehrere Auszeichnungen, unter anderem die Medal of Honor und das Distinguished Flying Cross. Die Medal of Honor erhielt er, nachdem er am 15. Februar 1944 15 Kameraden rettete, die unter Feindbeschuss standen. An diesem Tag hatte Gordon den Befehl bekommen, abgestürzte Piloten in der Bismarcksee nahe Papua-Neuguinea zu suchen. Selbst unter Beschuss stehend, konnte er in drei separaten Landungen neun Männer aufnehmen. Auf dem Rückweg entdeckte er ein Rettungsboot mit sechs weiteren Männer. Unter schwerem Beschuss landete Gordon und nahm die Männer auf und flog mit seinem Flugzeug, das zu diesem Zeitpunkt überladen war, nach Finschhafen, einem Hafen im Norden Neuguineas.
Nach dem Krieg kehrte er nach Morrilton zurück und begann, sich als Demokrat politisch zu engagieren. 1946 wurde er zum Vizegouverneur (lieutenant governor) von Arkansas gewählt. Insgesamt wurde Gordon neunmal wiedergewählt und übte dieses Amt somit von Januar 1947 bis Januar 1967 aus. In dieser Zeit arbeitete er unter vier Gouverneuren und war öfter acting governor als jeder andere Politiker in der Geschichte Arkansas. Nach 1967 wurde er wieder in seinem früheren Beruf tätig und praktizierte wieder als Anwalt.
Er starb am Montag, dem 8. September 2008 kurz vor Mitternacht an den Folgen einer Lungenentzündung.